# Grand Prix Kayseri
Der Grand Prix Kayseri ist ein Straßenradrennen in der Türkei und umfasst ein Rennen für Männer und ein Rennen für Frauen.
Die Eintagesrennen sollten erstmals im Jahr 2020 ausgetragen werden, wurden aufgrund der Covid-19-Pandemie jedoch gestrichen, so dass die Rennen erstmals in der Saison 2021 stattfanden. Die Strecke führt um die Stadt Kayseri und endet an der X Mountain Lodge Erciyes auf der Nordseite des Erciyes Dağı. Die Rennen sind in die UCI-Kategorie 1.2 eingestuft. Das Männer-Rennen gehörte 2021 zur UCI Europe Tour, ab 2022 ist es Teil der UCI Asia Tour.

## Sieger Frauen
| Jahr | Sieger            | Zweiter            | Dritter            |
| ---- | ----------------- | ------------------ | ------------------ |
| 2021 | Olga Sabelinskaja | Tatjana Antoschina | Jewhenija Wyssozka |

## Sieger Männer
| Jahr | Sieger          | Zweiter                       | Dritter     |
| ---- | --------------- | ----------------------------- | ----------- |
| 2021 | Anatoliy Budyak | Sainbajaryn Dschambaldschamts | Metkel Eyob |